# Jardí de cactus

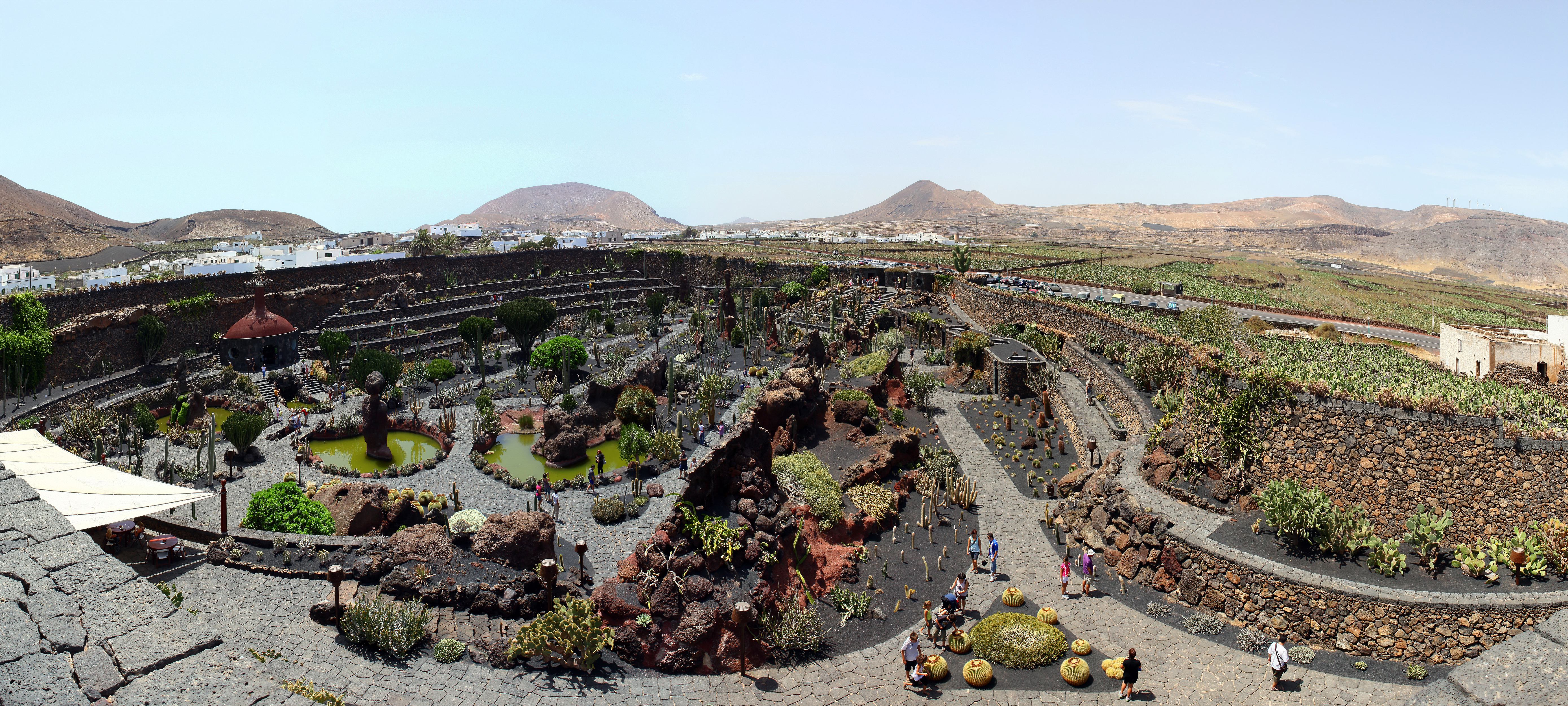
Jardí de cactus, a Lanzarote.

El Jardí de cactus és un espai que pertany a l'illa de Lanzarote, a les Illes Canàries (Espanya). És un cactarium que està situat a una extracció de terra volcànica que el camperols que viuen a Lanzarote utilitzen per cobrir cultius i, d'aquesta manera, retenen la humitat que arriba a les arrels de la planta.
El Jardí dels Cactus es troba a la zona de tuneras de Guatiza, un lloc de cultiu. Aquest cactarium va ser l'últim treball que va realitzar César Manrique a Lanzarote, l'any 1991, i el botànic Estanislao González Ferrer es va encarregar de seleccionar i agrupar tots els tipus de cactus per a la plantació.
Les col·leccions estan col·locades en forma d'amfiteatre i es localitzen més de deu mil exemplars de cactus de més de mil quatre-centes espècies diferents, procedents d'Amèrica, Madagascar, Canàries, Marroc, Etiòpia i altres zones desèrtiques de la Terra.